# 最小方差無偏估計
統計學上， 最小方差無偏估計（MVUE，minimum-variance unbiased estimator）是一個對於所有無偏估計中，擁有最小方差的無偏估計。若無論真實參數值θ是多少，最小方差無偏估計（MVUE）都比其他不偏估計有更小或至多相等的方差，則稱此估計為一致最小方差無偏估計（UMVUE，Uniformly Minimum-Variance Unbiased Estimator）。
若 {\displaystyle \delta (X_{1},X_{2},\ldots ,X_{n})} 為參數函數 {\displaystyle g(\theta )} 的一個無偏估計，且對於參數函數 {\displaystyle g(\theta )} 的任一無偏估計 {\displaystyle {\tilde {\delta }}} 恆有下列關係　
{\displaystyle \forall \theta \in \Omega }，{\displaystyle \mathrm {var} (\delta (X_{1},X_{2},\ldots ,X_{n}))\leq \mathrm {var} ({\tilde {\delta }}(X_{1},X_{2},\ldots ,X_{n}))}
則稱 {\displaystyle \delta (X_{1},X_{2},\ldots ,X_{n})} 為參數函數 {\displaystyle g(\theta )} 的一致最小方差無偏估計（UMVUE）。

若參數函數 {\displaystyle g(\theta )} 存在無偏估計，則可證明出一致最小方差無偏估計存在且唯一。 
一般地，設 {\displaystyle \delta (X_{1},X_{2},\ldots ,X_{n})} 是參數函數 {\displaystyle g(\theta )} 的無偏估計且統計量 {\displaystyle T} 是分佈族的完備充分統計量，則 
{\displaystyle \eta (X_{1},X_{2},\ldots ,X_{n})=\mathrm {E} (\delta (X_{1},X_{2},\ldots ,X_{n})|T)\,}
是參數函數 {\displaystyle g(\theta )} 的一致最小方差無偏估計（UMVUE）。